# Monte Prieto
Monte Prieto es una localidad del estado mexicano de Guanajuato. Es parte del municipio de Acámbaro.

## Demografía
| Gráfica de evolución demográfica |
|                                  |

| Censo | Población |
| ----- | --------- |
| 1910  | 136       |
| 1921  | 73        |
| 1930  | 251       |
| 1940  | 258       |
| 1950  | 330       |
| 1960  | 417       |
| 1970  | 618       |
| 1980  | 834       |
| 1990  | 856       |
| 2000  | 1 024     |
| 2010  | 965       |
| 2020  | 1 068     |